# 李相 (光緒進士)
李相（？—？），雲南省雲南府昆明縣人，清朝政治人物、同進士出身。
光緒十二年（1886年），参加光緒丙戌科殿試，登進士三甲111名。同年五月，著以内阁中书。